# 2000 SW370
2000 SW370, também escrito como 2000 SW370, é um objeto transnetuniano que está localizado no Cinturão de Kuiper, uma região do Sistema Solar. Este corpo celeste é classificado como um cubewano. Ele possui uma magnitude absoluta (H) de 8,5 e, tem um diâmetro estimado de cerca de 88 km.

## Descoberta
2000 SW370 foi descoberto no dia 23 de setembro de 2000 pelos astrônomos B. Gladman e J. J. Kavelaars.

## Órbita
A órbita de 2000 SW370 tem uma excentricidade de 0,085 e possui um semieixo maior de 43,805 UA. O seu periélio leva o mesmo a uma distância de 40,061 UA em relação ao Sol e seu afélio a 47,549 UA.